# A Qazançı katedrális 2020-as ágyúzása
 A Qazançı katedrális 2020-as ágyúzása  a Şuşai csata alatt történt 2020. október 8-án, mikor a Şuşa Szent Megmentő Katedrálisa (örményül: Սուրբ Ամենափրկիչ մայր տաճար) más néven a Qazançı katedrális (örményül: Ղազանչեցոց, azeriül: Qazançı) két bombatalálatot is kapott, melynek eredményeképp részben beomlott a tető. Örményország bejelentette, hogy az Azeri Fegyveres Erőket hibáztatja a történtekért.

## Története
A találatot a 2020-as hegyi-karabahi háború 11. napján kapta a katedrális. A háború Örményország és Azerbajdzsán között folyik a hegyi-karabahi konfliktus részeként, melynek célja Hegyi-Karabah ellenőrzése. A viszály gyökerei a kommuniznmus bukásáig nyúlnak vissza. Az első hegyi-karabahi háború óta az örmény nemzetiségű  Şuşát a Hegyi-Karabah Köztársaság ellenőrzi. Azerbajdzsánban nagyon gyászolták Şuşa elvvesztését, mert ez volt az azeri költők, zenészek és zeneszerzők kulturális központja. A katedrálist már lerombolták az 1920-as, örmények elleni şuşai mészárlás alatt, majd az Azerbajdzsáni Szovjet Szocialista Köztársaság és az első hegyi-karabahi háború alatt raktárnak használták, míg 1992-bemn örmény kézre nem került a város. Az épületet az 1990-es években visszaadták az Örmény Apostoli Egyháznak, mely az 1880-as években építtette azt.

## Ágyúzás
A templom dóm részét ért első találat jelentős károkat okozott az épület belsejében A helyi média szerint felnőtt és gyermek menekültek húzódtak meg a templomban az első robbanáskor, de senki sem sérült meg. Órákkal később, mikor újságírók vizsgálták a történteket, egy második robbanás történt. Ekkor két orosz újságíró sebesült meg, a Segodnya főszerkesztője pedig olyan komoly sérüléseket szenvedett el, hogy Sztepanakertbe kellett szállítani. Egy a riportereket kísérő örmény könnyebben megsérült.

## Reakciók

### Örményország
Az örmény Külügyminisztérium egy olyan közleményt adott ki, mely a történteket úgy írja le, mint „Azerbajdzsán katonai-politikai vezetésének újabb bűncselekményét. … Ez az akció teljes egészében illik a több évtizede fejlődő örményellenes politikába. Azerbajdzsán, mely teljes egészében semmibe veszi Nahicseván és Arcah többi részének ősi örmény kulturális örökségét, most az Arcah ellen folyó katonai agresszió keretében meg akarja fosztani az Arcahban élő örményeket a szülőföldjóüktől és a történelmi emlékeiktől.” Ehhez hozzátették, hogy „ezekkel az akciókkal Azerbajdzsán új szövetségeseinek, a hírhedt nemzetközi terrorista szervezeteknek a viselkedését másolja, melyek felelősek több közel-keleti történelmi és kulturális emlék lerombolásáért.” Artsrun Hovhannisyan, a Védelmi Minisztérium szóvivője „az ellenség Azerbajdzsánt” hibáztatta az ágyúzás miatt.
Az Armenpress szerint Pargev Martirosyan, az arcahi egyházmegye püspöke – akinek a katedrális volt a  központja – az ágyúzást az Iraki és Levantei Iszlám Állam tetteihez hasonlította, mikor azt mondta: „Spirituális értékeinket bombázzák, miközben mi helyreállítjuk és megőrizzük a mecseteket.” A székesegyház egy másik papja ezt mondta: „Fájdalmat érzek amiatt, ahogy gyönyörű katedrálisunk falait lerombolták.Fájdalmat érzek amiatt, hogy a világ nem reagál arra, ami itt történik, fiaink pedig az Anyaföld védelmében halnak meg.”
A bombázás után az örmény Sevak Avanesyan játszott a megrongált épületben. Komitas örmény szerző "Stork" (örményül: Krunk) számát játszotta el, aki az örmény népirtás áldozata volt. A videót október 12-én tették közzé Örményország hivatalos Twitter fiókján, mely az Al-Jazeera szerint azt az üzenetet hordozza, hogy a katedrális azeri ágyúzása a több évszázados örménygyűlölet része, melyet a türk nemzetek éreznek. 

### Azerbajdzsán
Az azeri Védelmi Minisztérium hivatalosan tagadta, hogy köze lett volna a történtekhez, míg az azeri állami hírügynökség szerint Örményország állt a támadás mögött.
A BBC News újságírójának, Orla Guerinnek adott interjújában Azerbajdzsán elnöke, İlham Əliyev tagadta, hogy a seregnek célpont lett volna a templom. Azt mondta, vagy célt tévesztett a tüzérségük, vagy Örményország szándékosan provokál. Arra a kérdésre, hogy egy nap el lehet-e követni kétszer ugyanazt a hibát, Aliyev azt mondta: "Miért ne? Látta azeri mecsetek képét az elfoglalt területeken? Mindet lerombolták. Disznókat tartanak a mecsetjeinkben. Velük ellentétben, mi nem támadunk civilekre.” Megemlítette a 2020-as gəncəi ballisztikus-rakéta támadást, amiért Örményországot tette felelőssé, és tagadta, hogy civileket támadtak volna meg Szteppanakert támadásakor.

### Nemzetközi
Az Amerikai Egyesült Államok Nemzetközi Vallásszabadsági Tanácsa azt írta, „döbbenten hallották, hogy Hegyi-Karabahban súlyosan megrongálódott a Qazançı katedrális, és felszólítottak a vallási helyek megóvására, különösen a folyamatban lévő összecsapásokban.”
Daniel Decker amerikai zeneszerző, aki 2017-ben az épületben adott koncertet, így gondolkodott el a Facebookon: „Ebbe megfájdul a szívem!”

## Következmények
Az azeri erők november 7-én háromnapos csata után elfoglalták Şuşát. November 10-én Oroszország közvetítésével békeszerződés jött létre Örményország és Azerbajdzsán között.

## Galéria

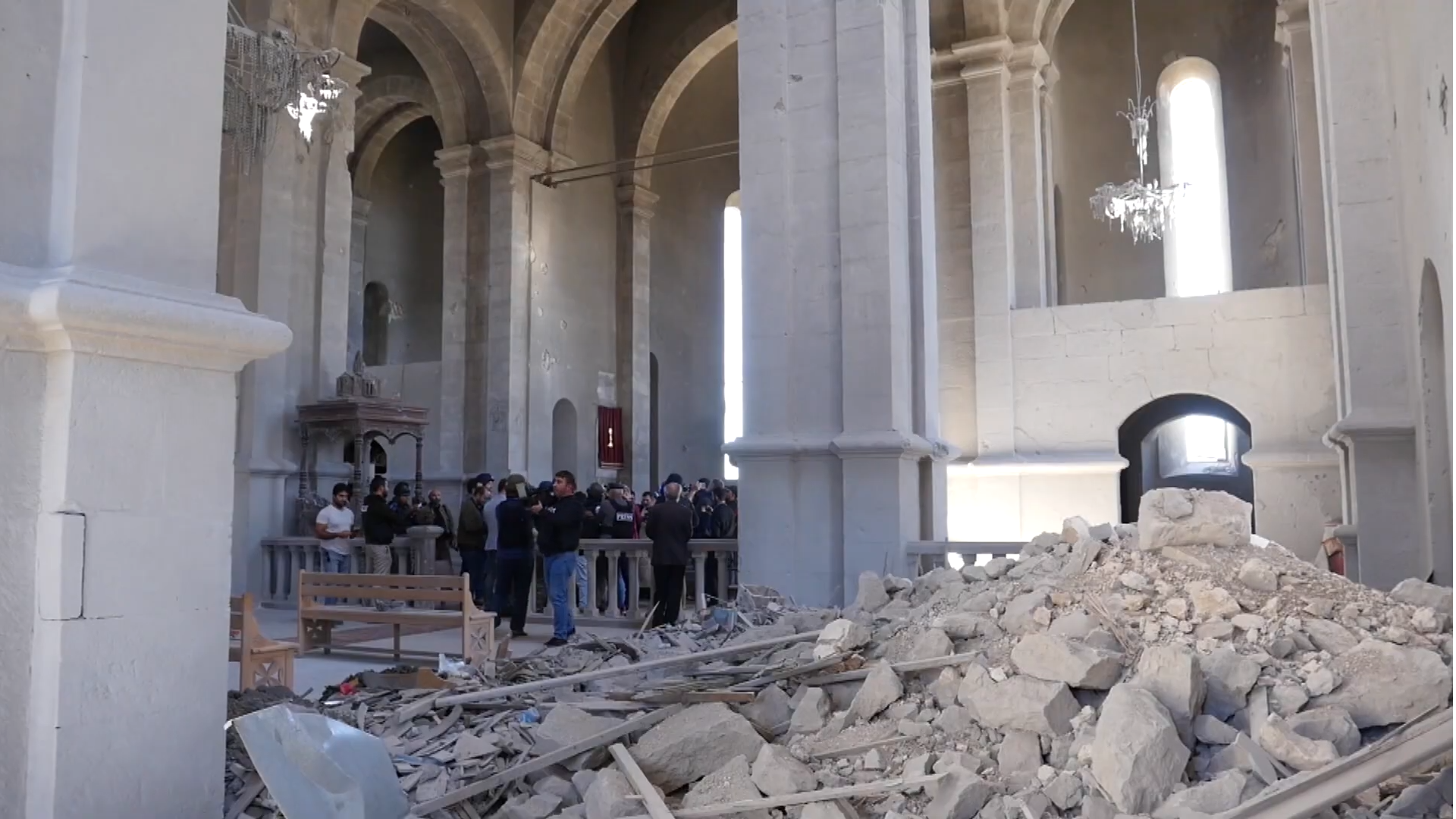
Örmény esküvő 2020. október 24-én a lerombolt Szent Megmentő Székesegyházban
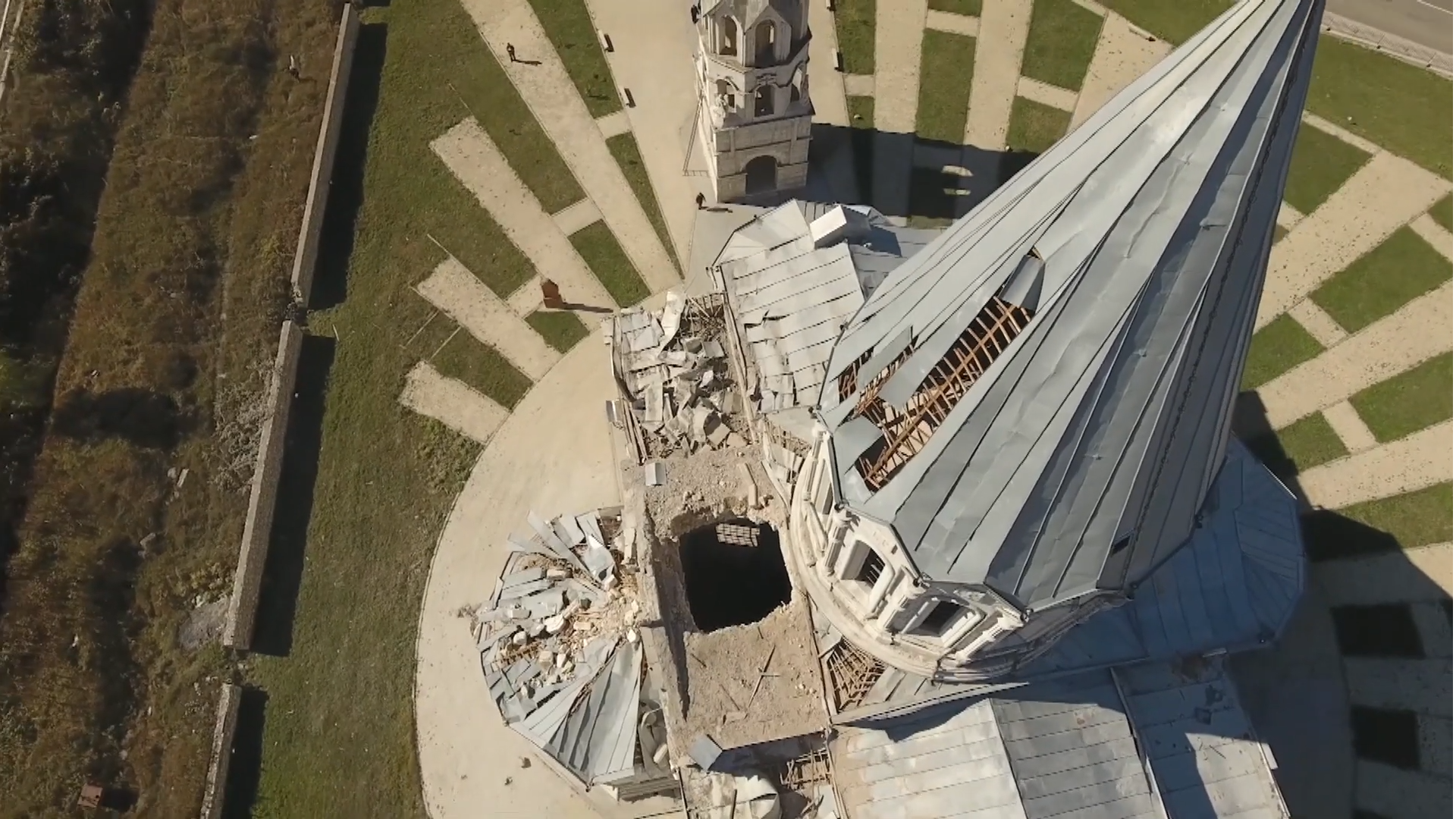
A megrongált Qazançı katedrális tetőszerkezete
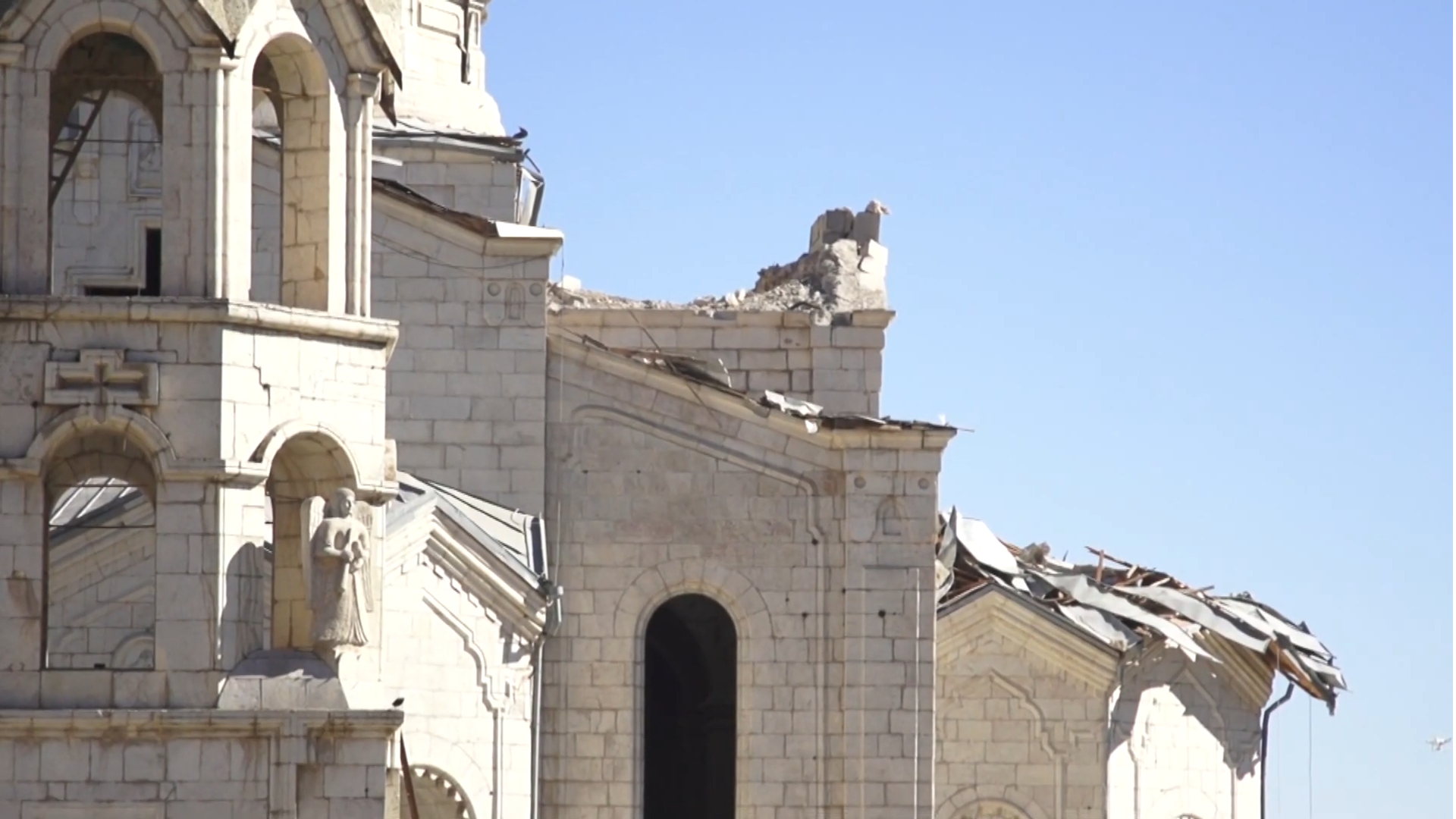
A Qazançı székesegyház megrongált része
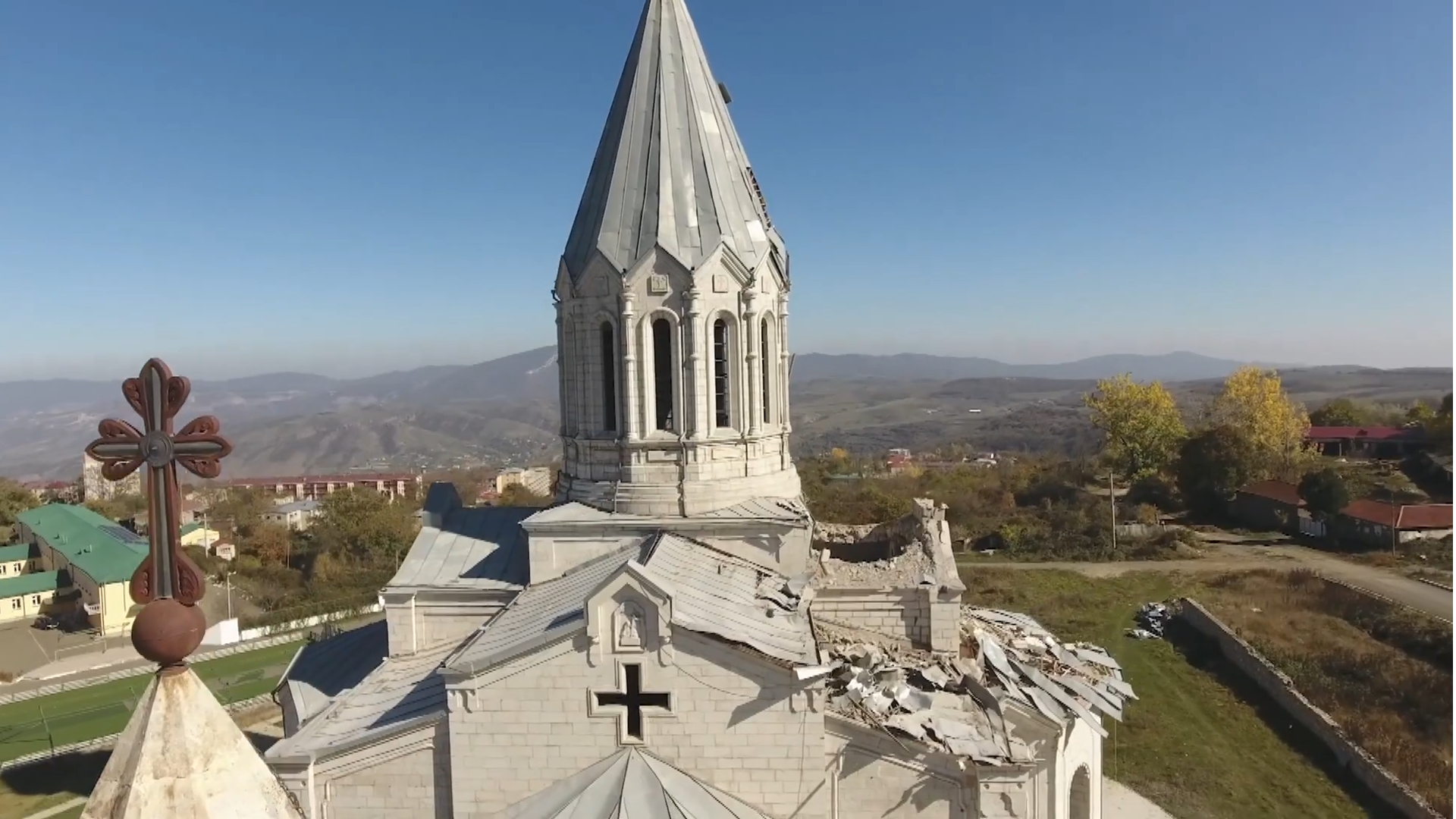
A megrongált  Qazançı
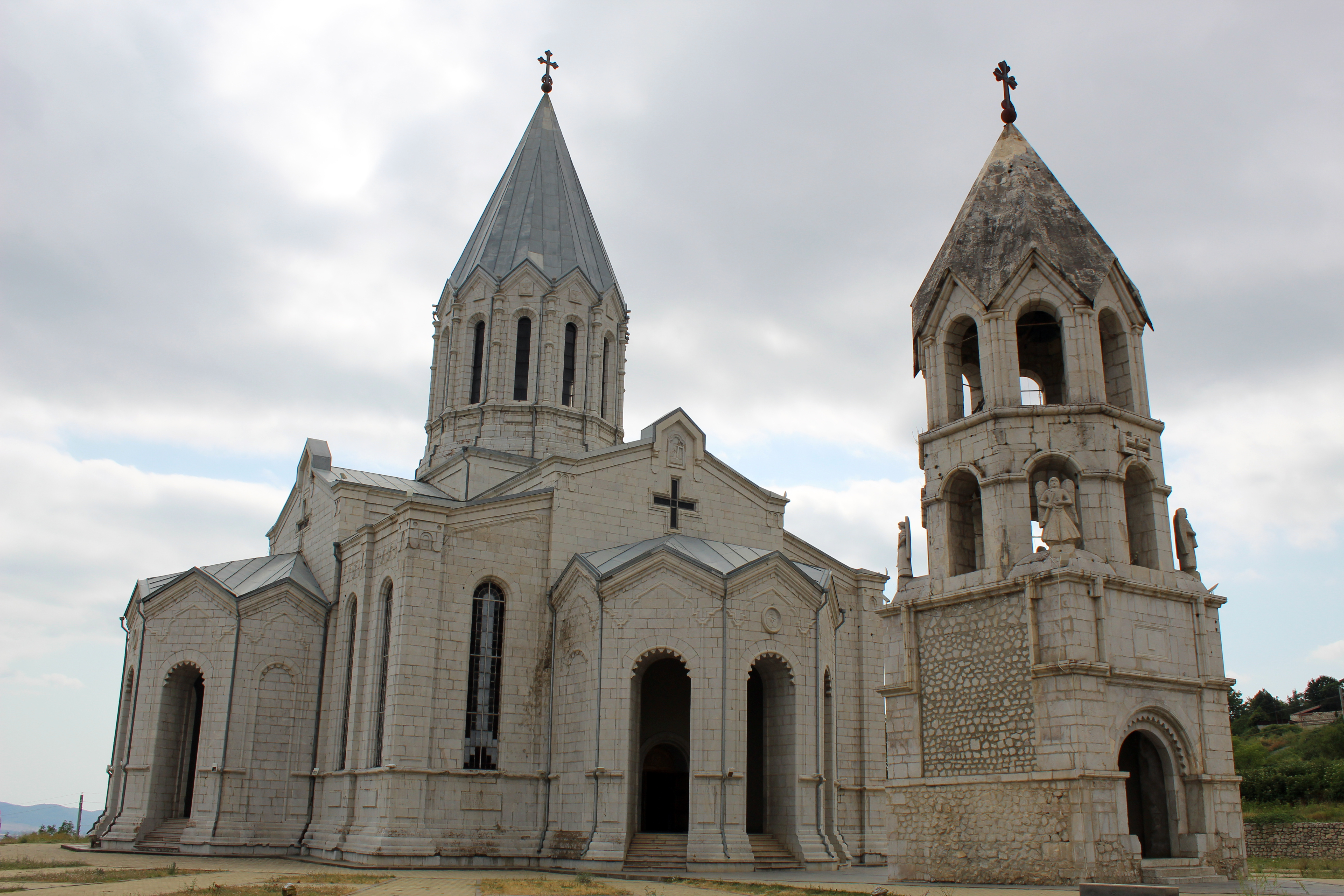
A Qazançı székesegyház a támadás előtt